# Френк Вітон (військовий)
Френк Вітон (англ. Frank Wheaton ; 8 травня 1833 — 18 червня 1903) — офіцер армії США, учасник Громадянської війни та Індіанських воєн. Генерал-майор.

## Ранні роки
Френк Вітон народився у місті Провіденс, штат Род-Айленд, у родині Френсіса Левісона та Амелії Вітон. Його батько закінчив Браунівський університет у 1828 році і служив хірургом під час Американо-мексиканської війни.
Френк пішов стопами батька, вступивши також у Браунівський університет, але в 1850 році, у віці 17 років, він залишив навчання і вирушив на американо-мексиканську кордон. 3 березня 1855 року він був зарахований до першого кавалерійського полку в званні першого лейтенанта. Він проходив службу на фронтирі і взяв участь у зіткненнях із шеєнами та війні в Юті. 1 березня 1861 року йому було присвоєно звання капітана.

## Громадянська війна
Громадянську війну розпочав у чині підполковника 2-го родайлендського піхотного полку. Під час Першої битви при Бул-Рані його полк вважався в бригаді Бернсайда ; коли був убитий полковник Джон Слокам, командир Вітона, і він прийняв командування полком на себе. Відзначився під час Кампанії на півострові, заслуживши високі відгуки керівництва армії Союзу за свої дії у битві при Вільямсберзі. Під час битви при Ентитемі його полк знаходився в тилу (у складі дивізії Даріуса Коуча в IV корпусі) і в бою не брав участі.
29 листопада 1862 року Вітону було присвоєно звання бригадного генерала і він став командувати пенсільванською бригадою в дивізії Джона Ньютона. На посаді командира бригади він брав участь у битві при Чанселорсвіллі. Під Геттісбергом його бригадою командував полковник Девід Невін, і вона стала єдиною бригадою VI корпусу, яка брала участь у бою того дня. Сам Вітон під час битви командував Третьою Дивізією, після того, як Джон Ньютон прийняв командування I корпусом (після смерті Рейнольдса).
Пізніше брав участь у багатьох битвах Громадянської війни, а після її закінчення був направлений в Омаху, Небраска, у чині полковника регулярної армії. Під час Модокської кампанії під його керівництвом перебували 250 солдатів армії США, 150 добровольців із Каліфорнії та Орегону, а також невелика кількість індіанських скаутів із племені кламатів. У Першій битві біля фортеці військо Вітона було змушене відступити, втративши вбитими 35 людей, ще близько 25 отримали поранення, тоді як серед модоків втрат не було. Після цього бою його було звільнено від командування військами у польових умовах.
13 грудня 1874 Вітон був призначений командувачем 2-го піхотного полку. Пізніше йому було присвоєно звання генерала, а 3 квітня 1897 він був підвищений до рангу генерал-майора. 8 травня того ж року він вийшов у відставку.

## У відставці
Френк Вітон помер у Вашингтоні 18 червня 1903 року від крововиливу в мозок і був похований на Арлінгтонському національному цвинтарі.